# ATC code D08
ATC code D08 ضدعفونی‌کننده‌ها و گندزداها زیرگروهی درمانی از سیستم طبقه‌بندی شیمیایی درمانی آناتومیک است. این سیستمِ متشکل از کدهای حرفی‌عددی را سازمان جهانی بهداشت برای طبقه‌بندی داروها و سایر تولیدات پزشکی ایجاد کرده است. زیرگروه D08 جزوی از گروه آناتومیک D مرتبط به پوست و ضمائم است.

کدهای مورد استفاده در دامپزشکی (کدهای ATCvet) را می‌توان با گذاشتن حرف Q جلو کدهای انسانی ATC ایجاد کرد: مثلاً QD08. کدهای ATCvet که فاقد کدهای انسانی متناظر ATC هستند، در فهرست ذیل با حرف آغازین Q ذکر شده‌اند.
ممکن است نسخه‌های ملی از طبقه‌بندی ATC حاوی کدهای اضافه‌ای باشند که در این فهرست (نسخهٔ سازمان جهانی بهداشت) نیامده باشند.

## D08A ضدعفونی‌کننده‌ها و گندزداها

### D08AAآکریدینderivatives
D08AA01 اتاکریدین لاکتات
D08AA02 Aminoacridine
D08AA03 Euflavine
QD08AA99 Acridine derivatives, combinations

### D08ACبیگوآنیدs andآمیدینs
D08AC01 دی‌برمپروپامیدین
D08AC02 کلرهگزیدین
D08AC03 پروپامیدین
D08AC04 هگزامیدین
D08AC05 Polihexanide
D08AC52 Chlorhexidine, combinations
QD08AC54 Hexamidine, combinations

### D08AEفنولand derivatives
D08AE01 هگزاکلروفن
D08AE02 پلی‌کرسولن
D08AE03 فنول
D08AE04 تری‌کلوسان
D08AE05 کلروکسیلنول
D08AE06 ۲-فنیل‌فنول
QD08AE99 Phenol and derivatives, combinations

### D08AFنیتروفورانderivatives
D08AF01 نیتروفورازون

### D08AGیدproducts
D08AG01 Iodine/octylphenoxypolyglycolether
D08AG02 پوویدون آیوداین
D08AG03 Iodine
D08AG04 دی‌یدوهیدروکسی‌پروپان
QD08AG53 Iodine, combinations

### D08AHکوینولینderivatives
D08AH01 Dequalinium
D08AH02 کلرکینالدول
D08AH03 ۸-هیدروکسی‌کینولین
D08AH30 Clioquinol

### D08AJ Quaternary ammonium compounds
D08AJ01 بنزالکونیم کلرید
D08AJ02 ستریمونیوم
D08AJ03 ستیل پیریدینیوم
D08AJ04 ستریمید
D08AJ05 بنزکسونیوم کلرید
D08AJ06 Didecyldimethylammonium chloride
D08AJ08 بنزتونیوم کلراید
D08AJ10 Decamethoxine
D08AJ57 Octenidine, combinations
D08AJ58 Benzethonium chloride, combinations
D08AJ59 Dodeclonium bromide, combinations

### D08AKMercurialproducts
D08AK01 آمیدوکلرید جیوه
D08AK02 فنیل‌مرکوریک بورات
D08AK03 کلرید جیوه (II)
D08AK04 مرکورکرم
D08AK05 Mercury, metallic
D08AK06 تیومرسال
D08AK30 یدید جیوه (II)
QD08AK52 Phenylmercuric borate, combinations

### D08ALنقرهcompounds
D08AL01 نقره نیترات
D08AL30 نقره

### D08AX سایر ضدعفونی‌کننده‌ها و گندزداها
D08AX01 هیدروژن پراکسید
D08AX02 ائوزین
D08AX03 Propanol
D08AX04 کلرامین-تی
D08AX05 ایزوپروپیل الکل
D08AX06 پتاسیم پرمنگنات
D08AX07 سدیم هیپوکلریت
D08AX08 اتانول
D08AX53 Propanol, combinations